# 米沢市立関根小学校
米沢市立関根小学校（よねざわしりつ せきねしょうがっこう）は山形県米沢市にあった公立小学校である。

## 概要
小学校のある関根地区は敬師の里と呼ばれている。

## 沿革
- 1875年（明治8年）6月 - 山上小学校、普門院内に仮校舎を創立
- 1876年（明治9年）10月 - 板谷分校を開校。
- 1877年（明治10年）8月 - 赤崩分校を開校。大小屋分校を開校。片子分校を開校。
- 1978年（明治11年）4月 - 大平分校を開校。山上小学校校舎を関根村大字坊住に新築。
- 1887年（明治20年）4月 - 関根尋常小学校に改称
- 1889年（明治22年）4月 - 各分校が簡易分校に改称
- 1892年（明治25年）4月 - 赤崩簡易分校が関根尋常小学校赤崩分校に改称。板谷簡易分校・大小屋簡易分校が板谷尋常小学校・大沢尋常小学校に改称、独立。
- 1895年（明治28年）4月 - 関根尋常小学校赤崩分校が新築移転
- 1901年（明治34年）12月 - 赤崩分校を赤崩分教場に改称
- 1902年（明治35年）12月 - 関根尋常小学校を現在地に新築移転
- 1903年（明治36年）4月 - 関根尋常高等小学校に改称し、高等科を設置
- 1941年（昭和16年）4月 - 山上村立関根国民学校と改称。初等科・高等科を設置。
- 1947年（昭和22年）4月 - 山上村立関根小学校に改称。小学校内に新制中学校を併設
- 1955年（昭和30年）1月 - 市町村合併により現在の米沢市立関根小学校に改称
- 1968年（昭和43年）5月 - 校舎、体育館新築
- 1978年（昭和53年）4月 - 大沢小学校閉校。関根小学校大沢分校開校。
- 1979年（昭和54年）3月 - 大沢分校休校
- 1994年（平成6年）3月 - 大沢分校閉校
- 1996年（平成8年）4月	 - 板谷小学校閉校、関根小学校板谷分校開校
- 2000年（平成12年）3月 - 赤崩分校休校、板谷分校休校
- 2001年（平成13年）4月 - 板谷分校再開
- 2004年（平成16年）3月 - 松原分校休校
- 2005年（平成17年）3月 - 板谷分校休校
- 2008年（平成20年）1月 - 新校舎完成
- 2021年（令和3年） 3月31日 - 児童数減少により、閉校。米沢市立松川小学校に統合

## 通学区域
- 大字関根、大字三沢(下原を除く。)、大字赤崩(松川小学校通学区域を除く。)、万世町立沢、大字大小屋、大字大沢、大字板谷 [3]

## 進学先中学校
- 卒業生が公立中学校を選択する場合は、第五中学校へ進学する[3]。

## 学校教育目標
- 自ら学び、考えを深める子ども(知)
- 心豊かに、生き生きと活動する子ども(徳)
- たくましく、心身を鍛える子ども（体）

## 主な卒業生
- 皆川睦雄 - 元プロ野球選手（南海ホークス）[5]